# Ken Block
Kenneth Paul Block (Long Beach, California; 21 de noviembre de 1967-Park City, Utah; 2 de enero de 2023), más conocido como Ken Block, fue un piloto de automovilismo estadounidense. Participó en eventos de acción de muchos deportes como skate, snowboard, motocross y sobre todo en campeonatos de rally. Fue uno de los cofundadores y Jefe de Marca de DC Shoes, y también fundador del equipo Hoonigan Racing Division.
Participó en más de veinte competencias del Campeonato Mundial de Rally y en dos temporadas completas del Campeonato Mundial de Rallycross. A pesar de esto, Block era mayormente conocido por las gymkhanas, videos virales de demostración de conducción.

## DC Shoes
Ken Block fue cofundador de DC Shoes con Damon Way (hermano mayor del skater profesional Danny Way) en 1994. Comenzaron DC Shoes como una pequeña empresa de creación de calzado deportivo para los patinadores. Ken Block creía, al igual que otros atletas, que los patinadores necesitan calzado especial para competir a alto nivel. Block y Way comenzaron a comercializar este calzado y el negocio empezó a crecer en el mundo de los deportes de acción. En mayo de 2004, DC Shoes fue adquirida por Quiksilver. Esta operación hace parte de una empresa 2.000 millones de dólares de la familia de deportes de acción. En la actualidad, DC Shoes es conocido por su amplia variedad de material de deportes de acción incluyendo calzado y otras prendas de vestir.

## Rally

### Primeros años
En 2005, Ken Block comenzó su carrera de rally nacional con el equipo de Sportscar Vermont. Vermont Sportscar preparó un Subaru WRX STi para que Block compitiera. Su primer evento de la temporada de rally fue Sno*Drift, donde terminó séptimo en la general y quinto en la clase del Grupo N. Durante la temporada de 2005, cinco finalizaciones en el top 5 y el tercer lugar general en la clase Grupo N y cuarto en el Campeonato Nacional Rally de Estados Unidos. Ken Block ganó el Novato América Rally del Año.
En 2006, Ken Block junto con su compañero de equipo de DC Rally Travis Pastrana firmaron un acuerdo de patrocinio nuevos con Subaru. A través de este acuerdo con Subaru, los compañeros de equipo que se conoce como "Subaru Rally Team EE.UU.". Con la nueva temporada de rally, Block también consiguió una nueva marca Vermont Sportscar quien preparó el Subaru WRX STi 2006 que compitió en el primer X-Games. En la competencia, Block acabó tercero para tomar el bronce. Se fue a competir en el 2006 el Campeonato Nacional de Rally América, donde terminó segundo en la general.

### 2007
En 2007, Ken Block compitió en los X-Games, donde se colocó segundo en la general y ganó una medalla de plata. En el Campeonato Nacional de Rally América, Block terminó tercero en la general. Durante esta temporada, Block también entró en algunas rondas del Campeonato Mundial de Rally, Rally México y el Rally de Nueva Zelanda. En el Rally de Nueva Zelanda, Block estuvo dos veces en los top 5 en la categoría Grupo N. A finales de 2007, Block había logrado diecinueve podios y ocho victorias en pruebas de rally en general

### 2009
En 2009 se le proporcionó un nuevo Subaru WRX STi 2008 para competir. Block decidió competir en el Rally de Baie-des Chaleurs del Campeonato Canadiense de Rally para obtener experiencia con su coche nuevo rally 2008 y prepararse para el Campeonato del Mundo de Rallyes a finales de ese año. En el evento, Block tuvo su primera victoria en el Rally de Baie-des Chaleurs. Esto sólo fue el segundo evento para el nuevo coche. Block y su copiloto no han podido obtener los puntos de campeonato en el evento debido a no tener una licencia de competencia de Canadá. Block compitió en el Rally de Nueva York, EE. UU. y terminó en primer lugar. En la competición X-Games, Block finalizó empatado por el tercer puesto con Dave Mirra. Este hecho se debió tanto a los competidores, como a problemas con su coche. Block, quien llegó a las semifinales del evento, tuvo un problema de radiador del coche después de aterrizar torpemente en un salto. Con los dos competidores en tercer lugar sin poder competir por los coches dañados, las medallas fueron otorgadas a los dos.
Block compitió en el Campeonato 2008 de Rally América Nacional, que concluyó el 17 de octubre de 2008. En el evento, que terminó segundo en la general con una contundente victoria en la última fecha. En la etapa del Lago Superior Performance Rally, Block terminó más de un minuto por delante de su competidor más próximo y se aseguró la segunda posición general. Para 2009 quiere participar en 3 fechas en el Campeonato Mundial de Rally.

### 2010

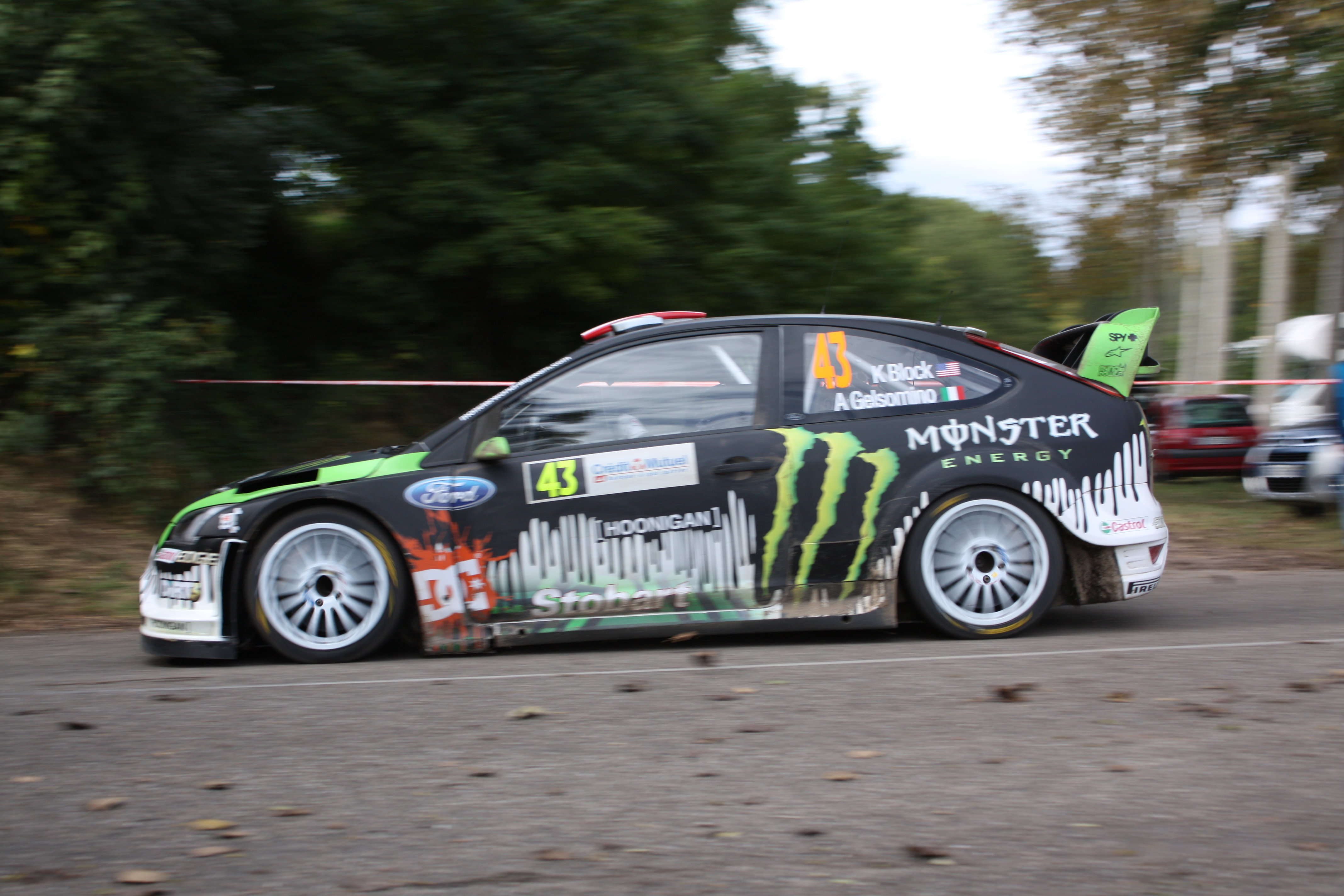
Block en el Rally de Alsacia en 2010.

Piloto de rallyes en Estados Unidos, amante de los deportes extremos y creador de las llamadas rally Gymkhanas (circuitos con obstáculos y dificultades donde pone a prueba sus habilidades en la conducción tipo rally y drift), está a punto de cerrar un acuerdo para participar en el Campeonato Mundial de Rally, lo hará en un coche del futuro Monster World Rally Team. Chris Atkinson, expiloto del equipo Subaru World Rally Team, será el compañero de Block en el equipo oficial de la bebida energética Monster.
El contrato será por 3 años y debe cerrarse en el transcurso de un mes, ofrecerá una gran oportunidad para que el World Rally Championship se introduzca de lleno en el siempre importante mercado Norteamericano, y al mismo tiempo servirá de impulso para la disciplina dentro de Estados Unidos, que ha vivido un crecimiento importante a través de los X-Games y el Rally América.
Ken Block, hasta ese año piloto inseparable de Subaru con su Impreza WRX STi, con su fichaje por Ford, ya confirmado de forma oficial, pasa a conducir el Ford Fiesta y Focus en diversas competiciones, pilotando en primer lugar un Ford Focus WRC preparado por M-Sport en numerosas pruebas del Mundial de Rallyes, con el equipo Monster World Rally Team, patrocinado por la marca de bebidas energéticas.
Block corrió con un coche oficial de Ford en el Mundial de Rallies. Block también correrá con un Ford Fiesta en Rally America y en los X Games. El piloto ya fue “Novato del Año” en el campeonato americano de rallies en 2005, ha sido tres veces medallista en los X Games.

### 2011-2013
Block disputó los X Games de Los Ángeles 2011 con un Ford Fiesta oficial del equipo Monster, donde quedó clasificado 11.º.
Tras la ausencia en las dos primeras citas del año, Block continuó su participación en el Campeonato Mundial de Rally de 2012, corriendo en el Rally México, en esta ocasión con un compañero de equipo: el australiano Chris Atkinson, ambos con un Ford Fiesta WRC.
Por otra parte, disputó el Campeonato Global de Rallycross con un Ford Fiesta de Monster. Fue segundo en los X Games de Los Ángeles y quinto en New Hampshire, por lo que resultó quinto en el campeonato.
En su primera prueba en 2013, en el Rally México, Block terminó en el séptimo lugar general, con lo que consiguió sus primeros seis puntos del campeonato. Este resultado representa su mejor registro dentro del Campeonato Mundial hasta esa fecha.
Block disputó el Global Rallycross Championship con un Ford Fiesta, ahora con el equipo Hoonigan. Fue segundo en los X Games Múnich y en Bristol, y ganó la última fecha en Las Vegas, su primera victoria en rallycross. Por tanto, resultó tercero en el campeonato, por detrás de Toomas Heikkinen y Tanner Foust.

### Años recientes
En 2014 participa en el Rally de Cataluña, quedando en 12.ª posición tras golpear con una roca en la última etapa. En el Global RallyCross Championship ganó en Charlotte y Las Vegas, y obtuvo podios en Nueva York, Daytona y las dos mangas de Los Ángeles. Así, quedó segundo en el campeonato, perdiendo por 5 puntos ante Joni Wiman. Por otra parte, disputó tres fechas del Campeonato Mundial de Rallycross, obteniendo un tercer puesto en Noruega y un cuarto en Francia.

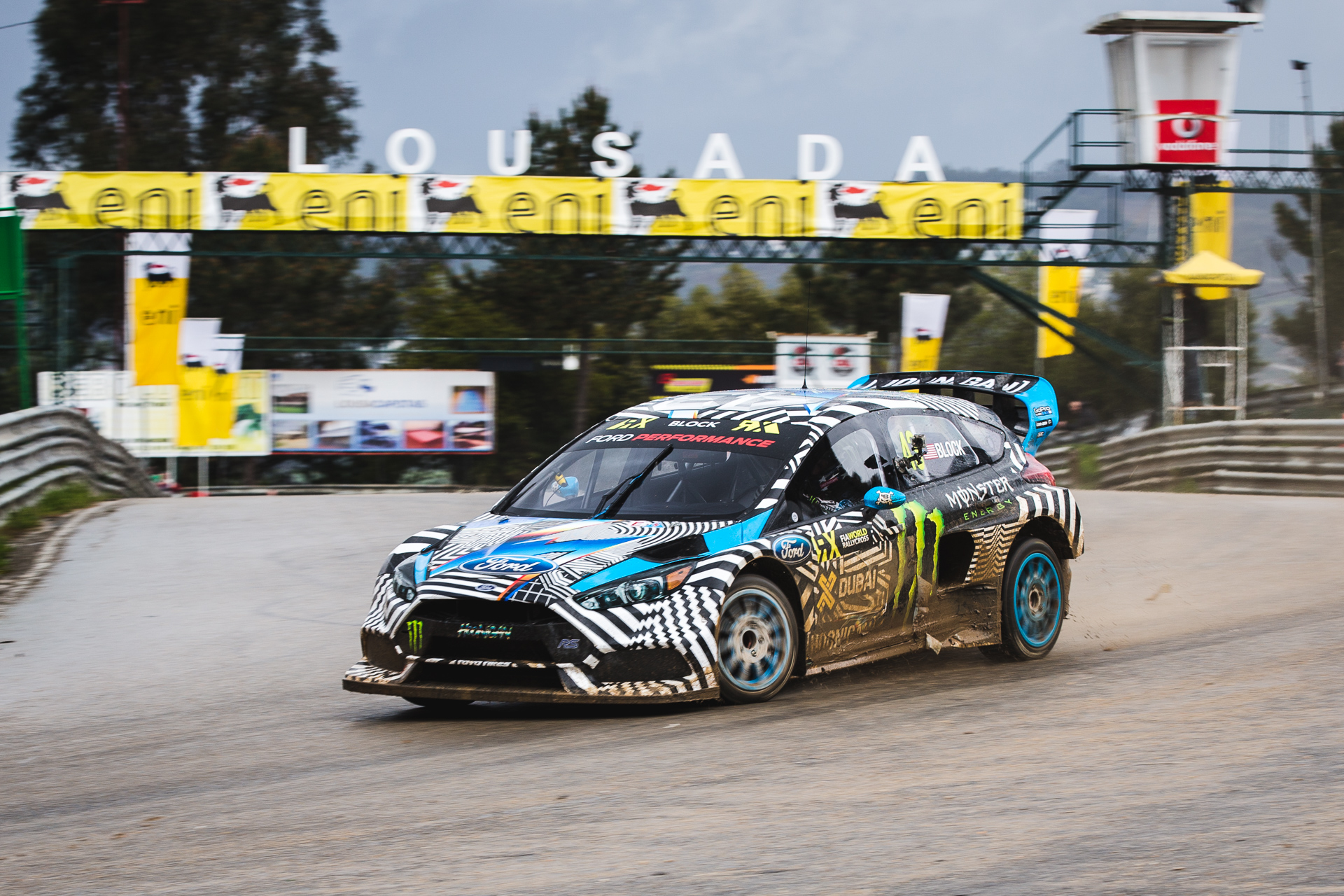
Ken Block en el World RX de Portugal 2016.

Block continuó en el Campeonato Global de Rallycross con un Ford Fiesta en 2015. Obtuvo tres victorias en Fort Lauderdale, Jacksonville y Detroit 1, así como un segundo puesto y un tercero. Sin embargo, Obtuvo resultados pobres en las cinco fechas finales, por lo que quedó relegado a la séptima posición general.
En 2016, Block pasó a competir en el Campeonato Mundial de Rallycross, con un Ford Focus de su equipo Hoonigan. Y preparado por el equipo de rallys M-Sport. Faltando solo una fecha para la finalización de la temporada 2017, el equipo decide retirarse por los malos resultados obtenidos.
Su última participación en el WRC fue en el Rally Cataluña de 2018.
En septiembre de 2021, meses después de anunciar su desvinculación de Ford, Block ingresó a Audi para ser parte de un programa de coches eléctricos.

## Gymkhanas
Block era mundialmente conocido por las gymkhanas. La primera fue publicada en 2008 y consistía en superar una serie de obstáculos con su Subaru Impreza WRX STi en un aeródromo. Entre 2008 y 2022, Block realizó 14 gymkhanas principalmente junto a Ford. La Gymkhana 5 publicada en julio de 2012 obtuvo más de cinco millones de visitas en YouTube en 24 horas.
La última realizada se publicó en octubre de 2022, y fue la primera con Audi. Block condujo el prototipo eléctrico Audi S1 Hoonitron por lo que la prueba llevó el nombre de Electrikhana.

## Fallecimiento
Ken Block falleció el 2 de enero de 2023 en cercanías de Park City, Utah, tras sufrir un accidente en su moto de nieve. Según el reporte policial, Block perdió el control de su vehículo en una pendiente pronunciada, volcó y la moto cayó sobre él. Falleció en el lugar del hecho.
La muerte de Block fue confirmada a través de redes sociales por Hoonigan Racing Division.

## Resultados

### Rally America (solo hasta 2010)
| Año     | Vehículo               | 1       | 2     | 3       | 4       | 5       | 6       | 7       | 8       | 9       | Pos. | Puntos |
| ------- | ---------------------- | ------- | ----- | ------- | ------- | ------- | ------- | ------- | ------- | ------- | ---- | ------ |
| 2005    | Subaru Impreza WRX STi | SNO 5   | ORE 7 | SUS 3   | PIK 4   | MAI 3   | OJI Ret | COL 4   | LSP 3   |         | 4.º  | 65     |
| 2006    | Subaru Impreza WRX STi | SNO 3   | ACR 1 | ORE 3   | SUS Ret | MAI 11  | OJI Ret | COL Ret | LSP 1   | WIL 3   | 2.º  | 90     |
| 2007    | Subaru Impreza WRX STi | SNO 6   | ACR 1 | ORE 2   | OLY 4   | SUS Ret | NEW 3   | OJI 2   | COL 1   | LSP Ret | 3.º  | 109    |
| 2008    | Subaru Impreza WRX STi | SNO 5   | ACR 1 | OLY 1   | ORE Ret | SUS Ret | NEW Ret | OJI Ret | COL 5   | LSP 1   | 2.º  | 86     |
| 2009    | Subaru Impreza WRX STi | SNO Ret | ACR 1 | OLY Ret | ORE Ret | SUS 1   | NEW 2   | OJI Ret | COL Ret | LSP 3   | 4.º  | 80     |
| 2010    | Ford Fiesta            | SNO Ret | ACR 1 | OLY Ret | ORE Ret | SUS Ret | NEW Ret |         |         |         | 12.º | 27     |
| Fuente: |                        |         |       |         |         |         |         |         |         |         |      |        |

### Campeonato Mundial de Rally
| Año     | Equipo                   | Vehículo               | 1      | 2      | 3       | 4      | 5      | 6       | 7     | 8       | 9       | 10  | 11     | 12      | 13     | 14  | 15  | 16  | Pos. | Puntos |
| ------- | ------------------------ | ---------------------- | ------ | ------ | ------- | ------ | ------ | ------- | ----- | ------- | ------- | --- | ------ | ------- | ------ | --- | --- | --- | ---- | ------ |
| 2007    | Ken Block                | Subaru Impreza WRX STI | MON    | SWE    | NOR     | MEX 28 | POR    | ARG     | ITA   | GRE     | FIN     | GER |        |         |        |     |     |     | NC   | 0      |
| 2007    | Rally FaNZ               | Subaru Impreza WRX STI |        |        |         |        |        |         |       |         |         |     | NZL 56 | ESP     | FRA    | JPN | IRE | GBR | NC   | 0      |
| 2008    | Subaru Rally Team USA    | Subaru Impreza WRX STI | MON    | SWE    | MEX     | ARG    | JOR    | ITA     | GRE   | TUR     | FIN     | GER | NZL 30 | ESP     | FRA    | JPN | GBR |     | NC   | 0      |
| 2010    | Monster World Rally Team | Ford Focus RS WRC 08   | SWE    | MEX 18 | JOR     | TUR 24 | NZL    | POR Ret | BUL   | FIN     | GER Ret | JPN | FRA 12 | ESP 9   | GBR 21 |     |     |     | 19.º | 2      |
| 2011    | Monster World Rally Team | Ford Fiesta RS WRC     | SWE 14 | MEX 12 | POR DNS | ARG 18 | DEU 17 | AUS 19  | FRA 8 | ESP Ret | GBR 9   |     |        |         |        |     |     |     | 22.º | 6      |
| 2012    | Monster World Rally Team | Ford Fiesta RS WRC     | MON    | SWE    | MEX 9   | POR    | ARG    | GRE     | NZL 9 | FIN Ret | DEU     | GBR | FRA    | ITA     | ESP    |     |     |     | 28.º | 4      |
| 2013    | Hoonigan Racing Division | Ford Fiesta RS WRC     | MON    | SWE    | MEX 7   | POR    | ARG    | GRE     | ITA   | FIN     | DEU     | AUS | FRA    | ESP     | GBR    |     |     |     | 13.° | 6      |
| 2014    | M-Sport World Rally Team | Ford Fiesta RS WRC     | MON    | SWE    | MEX     | POR    | ARG    | ITA     | POL   | FIN     | DEU     | AUS | FRA    | ESP 12  | GBR    |     |     |     | NC   | 0      |
| 2018    | Hoonigan Racing          | Ford Fiesta WRC        | MON    | SWE    | MEX     | FRA    | ARG    | POR     | ITA   | FIN     | GER     | TUR | GBR    | ESP Ret | AUS    |     |     |     | NC   | 0      |
| Fuente: |                          |                        |        |        |         |        |        |         |       |         |         |     |        |         |        |     |     |     |      |        |

### Campeonato Mundial de Rallycross

#### Supercar
| Año     | Equipo                   | Vehículo       | 1      | 2      | 3      | 4      | 5      | 6      | 7      | 8     | 9      | 10     | 11      | 12     | Pos. | Puntos |
| ------- | ------------------------ | -------------- | ------ | ------ | ------ | ------ | ------ | ------ | ------ | ----- | ------ | ------ | ------- | ------ | ---- | ------ |
| 2014    | Hoonigan Racing Division | Ford Fiesta ST | POR    | GBR    | NOR 3  | FIN    | SWE    | BEL    | CAN    | FRA 4 | GER    | ITA    | TUR DNP | ARG    | 16.º | 32     |
| 2016    | Hoonigan Racing Division | Ford Focus RS  | POR 18 | HOC 3  | BEL 19 | GBR 14 | NOR 14 | SWE 13 | CAN 10 | FRA 6 | BAR 16 | LAT 16 | GER 12  | ARG 15 | 14.º | 63     |
| 2017    | Hoonigan Racing Division | Ford Focus RS  | BAR 9  | POR 11 | HOC 11 | BEL 8  | GBR 7  | NOR 8  | SWE 9  | CAN 9 | FRA 7† | LAT 14 | GER 14  | RSA 8  | 9.º  | 112    |
| Fuente: |                          |                |        |        |        |        |        |        |        |       |        |        |         |        |      |        |

#### Projekt E
| Año     | Equipo                   | Vehículo        | 1     | 2   | 3   | 4   | Pos. | Puntos |
| ------- | ------------------------ | --------------- | ----- | --- | --- | --- | ---- | ------ |
| 2020    | Hoonigan Racing Division | Ford Fiesta ERX | SWE 1 | LAT | BEL | GER | 2.º  | 24     |
| Fuente: |                          |                 |       |     |     |     |      |        |